# DecAthlete
Cet article concerne la série de jeux vidéo. Pour le jeu vidéo du même nom, voir Athlete Kings.
DecAthlete (デカスリート) ou Decathlete est une série de jeux vidéo de sport issue de la franchise du même nom et créée par Sega.
DecAthlete est également le titre porté par le premier jeu de cette série, mais en raison d'un problème de licence au Royaume-Uni, le nom de la version européenne de ce jeu a été changé : celui-ci est ainsi sorti en septembre 1996 sous le titre Athlete Kings.

## Système de jeu
Dans chacun des épisodes de la série, le joueur contrôle des athlètes spécialisés dans différentes disciplines. La franchise reprend le principe de Track and Field, sorti en 1983 : il est ainsi nécessaire de presser de manière rapide et répétée un ou plusieurs boutons pour gagner de la vitesse et sur un autre pour effectuer diverses actions, telles que sauter, lancer un projectile ou effectuer une figure.

## Développement
La série DecAthlete a été créée à l'occasion des jeux olympiques d'été de 1996 ; néanmoins, la licence des jeux olympiques ayant été accordée à US Gold pour son jeu International Track and Field, Sega n'a pu l'apposer sur les siens.
En raison d'un autre problème de licence au Royaume-Uni, le nom de DecAthlete a été changé en Athlete Kings sur la version européenne du premier jeu de la franchise.
Après le succès rencontré par ce premier épisode, Sega propose une suite, appelée Winter Heat ; celle-ci traite des jeux olympiques d'hiver de 1998, toujours sans licence puisque détenue, cette fois, par Konami pour son jeu intitulé Nagano Winter Olympics '98.

## Liste de jeux

### Série principale
- 1996 - Athlete Kings (ST-V, Sega Saturn)
- 1997 - Winter Heat (ST-V, Sega Saturn)
- 2000 - Virtua Athlete 2K (Dreamcast)
- 2002 - Virtua Athlete (Naomi GD-ROM)

### Compilation
Une compilation réunissant les trois premiers jeux et nommée Sega Ages 2500 Series Vol. 15: DecAthlete Collection est sortie le 29 juillet 2004 sur PlayStation 2, uniquement au Japon.